# Солонцы (Миргородский район)
Солонцы (укр. Солонці) — село,
Солонцовский сельский совет,
Миргородский район,
Полтавская область,
Украина.
Код КОАТУУ — 5323287701. Население по переписи 2001 года составляло 556 человека.
Является административным центром Солонцовского сельского совета, в который, кроме того, входят сёла
Бессарабы,
Коптев и
Мареничи.

## Географическое положение
Село Солонцы находится около большого болота урочище Солонцы, вдоль которого село вытянуто на 6 км.
На расстоянии в 1 км расположено село Бессарабы и в 6 км село Великие Сорочинцы.
Около села проходит несколько ирригационных каналов.
Рядом проходит автомобильная дорога Р-42 (Т-1710).

## Экономика
- ТОВ «АФ Зоря-Агро» — специализация выращивание с/г культур.

## Объекты социальной сферы
- Дом культуры.

## Известные люди
- Горбенко Иван Тихонович (1919—1944) — Герой Советского Союза, родился в селе Солонцы.